# Фалерслебен
Фалерслебен (на немски: Fallersleben) е част от град Волфсбург в Долна Саксония, Германия с 11 035 жители (31 декември 2015).
За пръв път е споменат в документ на крал Ото I от 942 г. Херцог Франц фон Брауншвайг и Люнебург построява през 16 век дворец Фалерслебен. Градски права получава през 1929 г.
Старият град Фалерслебен, същещвуващ повече от 1060 години, е присъединен през 1972 г. към град Волфсбург.
- Фалерслебен 1654
- Дворец Фалерслебен
- Църквата „Михаелис“